# Sandskäret (Lule skärgård)
Sandskäret är en ö i Lule skärgård som genom en landtunga också sitter ihop med Skogsskäret. På Sandskärets nordvästra sida finns möjligheter att gå iland vid klipporna eller staka in sig i den grunda sandviken. Ön har goda möjligheter till promenader. Landtungan mellan öarna är fågelskyddsområde och stora delar av året råder där landstigningsförbud.